# Engelska samväldet
Denna artikel handlar om den stat på brittiska öarna, som existerade 1649–1660. Den ska inte förväxlas med det brittiska samväldet, som under 1900-talet ersatte det brittiska imperiet.
Det Engelska samväldet (engelska Commonwealth of England, 1653–1659 kallat Commonwealth of England, Scotland and Ireland) var Englands enda period som republik. Perioden varade från den 30 januari 1649 (Karl I:s avrättning) till den 3 september 1658 (Oliver Cromwells dödsdag). Officiellt varade republiken till kungahusets restauration den 30 januari 1661.

Samväldets flagga (1649–1651)
Samväldets flagga (1651–1658)
Protektoratets flagga (1658–1660)
Samväldets riksvapen